# 南陽市役所駅

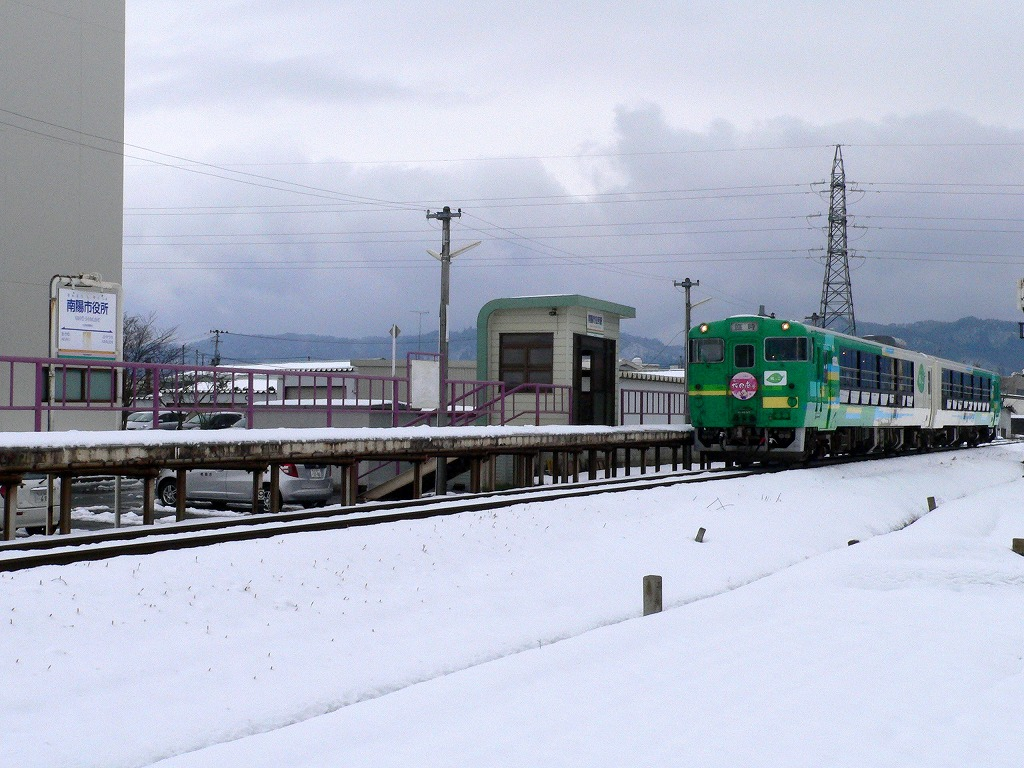
南陽市役所駅を通過する風っこ桜回廊号（2010年4月17日）

南陽市役所駅（なんようしやくしょえき）は、山形県南陽市三間通にある山形鉄道フラワー長井線の駅である。

## 歴史
- 1988年（昭和63年）10月25日：山形鉄道フラワー長井線開業と共に設置[1][2]。

## 駅構造
単式ホーム1面1線の地上駅で無人駅。ホーム上に待合室がある。
始発の赤湯駅から近いため、ホームの宮内方には赤湯駅の遠方信号機が建っている。
駅は南陽市役所の敷地に隣接しており、ホームへの階段の向かい側に市役所入り口（通用口）があり便利であるが、広い駐車場があるので駅利用者は少ない。

## 利用状況
1日平均乗車人員は下記の通りである。
| 乗車人員推移 | 乗車人員推移     |
| 年度         | 一日平均乗車人員 |
| ------------ | ---------------- |
| 1997         | 8                |
| 1998         | 8                |
| 1999         | 8                |
| 2000         | 9                |
| 2001         | 8                |
| 2002         | 8                |
| 2003         | 8                |
| 2004         | 8                |
| 2005         | 7                |
| 2006         | 7                |
| 2007         | 7                |
| 2008         | 7                |
| 2009         | 7                |
| 2010         | 7                |
| 2011         | 7                |
| 2012         | 7                |
| 2013         | 6                |
| 2014         | 6                |
| 2015         | 6                |
| 2016         | 6                |
| 2017         | 6                |

## 駅周辺
- 南陽市役所
- 南陽市文化会館
- 南陽市消防本部
- 国道113号
- 「南陽市役所前」停留所[注釈 1] - 高速バスZao号（万代シテイバスセンター - 山交ビルバスターミナル）が停車する。

## 隣の駅
山形鉄道
■フラワー長井線
赤湯駅 - 南陽市役所駅 - 宮内駅